# Silbermond
Silbermond (Nederlands: Zilveren Maan) is een Duitse rockgroep met Duitstalige zang.
Silbermond werd in 2000 opgericht onder de naam JAST, naar de initialen van de leden uit de groep. In 2001 veranderden ze de naam in Silbermond. Ze zongen eerst in het Engels, maar kozen later voor het Duits.
Vooral in Duitsland is Silbermond erg populair. Samen met onder meer Wir Sind Helden en Juli worden ze gezien als een van de grootste Duitse popbands van het begin van de 21e eeuw, binnen wat weleens de Neue Neue Deutsche Welle wordt genoemd. In vergelijking met deze andere twee bands is Silbermond meer op rock dan op pop gericht. De grote populariteit kwam voor Silbermond met het liedje "Das Beste". In 2007 ontving de band twee ECHO-awards voor het beste lied en het beste live-optreden.
In 2004 trad Silbermond op in het voorprogramma van Jeanette Biedermann. De band was een jaar later ook een van de acts op Live8 in Berlijn.
In 2014 werd Stefanie Kloß een van de nieuwe coaches van The Voice of Germany. In 2015 stopte ze na twee seizoenen. In 2018 werd ze een van de nieuwe coaches bij The Voice Kids in Duitsland. In 2020 keerde ze terug bij The Voice of Germany, waarbij ze een 'coachduo' vormde met Yvonne Catterfeld.

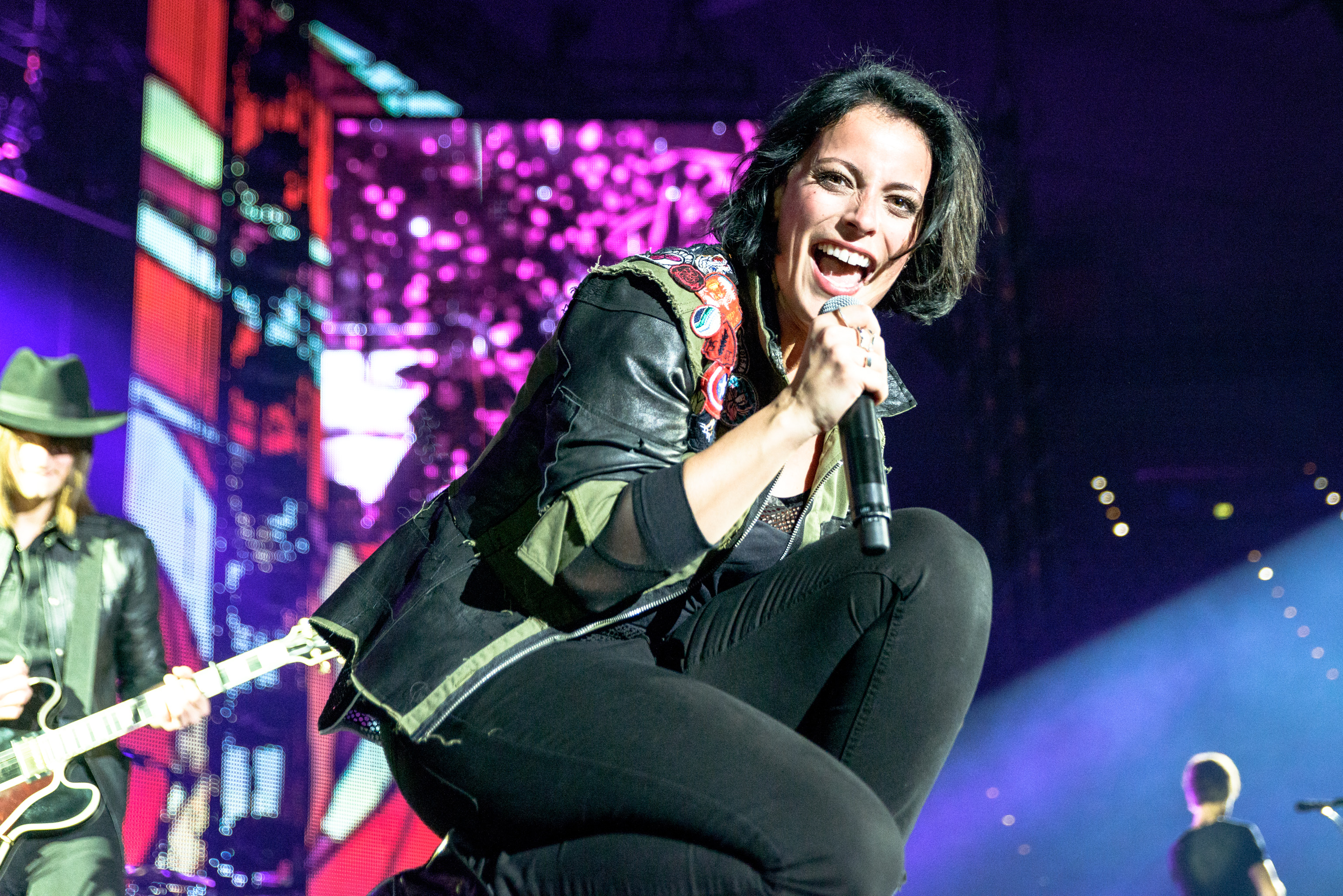
Stefanie Kloß Live 2016

## Leden
- Stefanie Kloß (1984)
- Johannes Stolle (1982)
- Thomas Stolle (1983)
- Andreas Nowak (1982)

## Singles
- 2004 Mach's dir selbst
- 2004 Durch die Nacht
- 2005 Symphonie
- 2006 Unendlich
- 2006 Das Beste
- 2007 Das Ende vom Kreis
- 2009 Irgendwas bleibt
- 2010 Unendlich
- 2012 Himmel Auf

## Albums
- 2004 Verschwende Deine Zeit
- 2006 Laut Gedacht
- 2009 Nichts Passiert
- 2012 Himmel Auf
- 2015 Leichtes Gepäck
- 2019 Schritte
- 2023 Auf Auf